# ملعب سان ماميس (2013)
ملعب سان ماميس هو ملعب كرة قدم يقع في بلباو، منطقة إقليم الباسك، إسبانيا، يتسع لجلوس 53,289 متفرج. تم وضع حجر الأساس للملعب في 26 مايو 2010. كانت تكلفة إنشاء الملعب € 173 مليون يورو.
تم افتتاح سان ماميس في 16 سبتمبر 2013، بعد 102 يوم من المباراة الأخيرة في الملعب القديم. وفي ذلك الوقت، كانت السعة الرسمية للحلبة المكتملة جزئيا 35,686 شخصا. كانت المباراة الأولى هي الدوري بين النادي الرياضي المضيف وسيلتافيجو في الساعة 22:00، وفاز الفريق المحلي 3: 2. حضرها 33،000 شخص.

## تاريخ

### تمديد السقف
منذ افتتاح الملعب، أعرب المؤيدون في كثير من الأحيان عن استيائهم من السقف، الذي لم يحمي جميع المقاعد من المطر المتكرر في بلباو. في نهاية موسم 2015-16، خلال فترة العطلة الصيفية وبداية موسم 2016-17، تمت إضافة توسعات على الأسطح بتكلفة قدرها 12.6 مليون يورو، مما يقدر أنه سيزيد من مقاومة الطقس الرطب بنسبة 70٪. وأخيرا، في 20 نوفمبر 2016، في الفوز 1-0 على فياريال في الدوري الإسباني، تم الانتهاء من المشروع وتم تشغيل امتداد السقف بالكامل. عدم كفاية ضوء الشمس من السقف إلى الملعب تقابله وحدات الإضاءة الداخلية التي تحافظ على حالة العشب ونموه، وهو النظام المستخدم في الملاعب الإسبانية الأخرى.

## وصلات خارجية
- الموقع الرسمي